# Рамирес, Мойсес
Веллингто́н Мойсе́с Рами́рес Пресья́до (исп. Wellington Moisés Ramírez Preciado; род. 9 сентября 2000, Гуаякиль) — эквадорский футболист, вратарь клуба «Индепендьенте дель Валье» и сборной Эквадора.

## Клубная карьера
Рамирес — воспитанник клубов «Торерос» и «Индепендьенте дель Валье». 10 июля 2018 года в матче против «Аукаса» он дебютировал в эквадорской Примере. В начале 2019 года Рамирес на правах аренды перешёл в испанский «Реал Сосьедад», где выступал за команду дублёров. После возвращения аренды Мойсес завоевал место в основе. В 2021 году он помог команде выиграть чемпионат.

## Международная карьера
В 2017 году в составе юношеской сборной Эквадора Мойсес принял участие в юношеском чемпионате Южной Америки в Чили. На турнире он сыграл в матчах против команд Уругвая, Боливии, Парагвая, Бразилии, Венесуэлы, а также дважды против Колумбии и Чили.
В 2019 году Рамирес в составе молодёжной сборной Эквадора стал победителем юношеского чемпионата Южной Америки в Чили. На турнире он сыграл в матчах против команд Парагвая, Перу, Колумбии, Венесуэлы, Бразилии, а также дважды Уругвая и Аргентины. В поединках против парагвайцев и перуанцев Хордан забил три гола.
В 2019 году в составе молодёжной сборной Эквадора Мойсес принял участие в молодёжном чемпионате мира в Польше. На турнире он сыграл в матчах против команд Японии, Мексики, Уругвая, США, Южной Кореи и дважды Италии. 
8 октября 2021 года в отборочном матче чемпионата мира 2022 против сборной Боливии Рамирес дебютировал за сборную Эквадора.

## Достижения
«Индепендьенте дель Валье»
- Победитель эквадорской Примеры — 2021